# میتتسو
میتتسو (انگلیسی: Meitetsu) شرکت ترابری ریلی ژاپنی است، که در سال ۱۹۲۱ تأسیس شد.